# Horsiese C
| G5 | H8 | Q1 | X1 · H8 |

| G5 | H8 | Q1 | X1 · H8 |

Horsiese C fue Segundo Profeta de Amón —clasificación después del Sumo Sacerdote—, durante la época de los faraones Osorkon II y Horsiese I.

## Familia y antecedentes
Horsiese (C) era hijo del Cuarto Profeta de Amón, Nakhtefmut A (también llamado Djedthutefankh B) y Nismut (ii). Su padre, Nakhtefmut A, era primo segundo de Osorkon II y también ocupaba los cargos de Segundo y Tercer Profeta de Jonsu. Horsiese fue Cuarto Profeta de Amón, Segundo Profeta de Amón, Portador del Sello del Faraón del Bajo Egipto y El Ojo del Faraón en Karnak. También fue certificado como el escritor de cartas del estado de la Divina Adoratriz de Amón. Su esposa era Isweret, una hija del faraón Horsiese I. Su hijo Djedkhonsefankh C serviría más tarde como Cuarto Profeta de Amón.
Se dice que estaba en contacto cercano con el faraón. En la escultura dedicada por su hijo, se describe su habilidad para calmar al gobernante enojado.
Mi voz se escuchaba día tras día ante Su Majestad; sus otros dignatarios solían hablar según su deseo, pero yo no tenía miedo. Yo fui quien apaciguó su corazón, cuando él había volado en la ira más violenta. Estaba satisfecho con lo que anunciaba mi boca, para traerle los regalos de cada país. Yo fui quien apagó el calor de la conversación con calma, hasta que le traje al grado correcto de satisfacción.

## Esculturas
- Estatua dedicada a su padre Nahtefmuth, (Karnak T 35; Cairo JE 91720).[2]
- Su hijo, Djedkhonsefankh C, le dedicó una escultura para él. Su hijo ostentó los títulos que una vez tuvo de su padre, el Cuarto Profeta de Amón, Portador del Sello del Faraón del Bajo Egipto, el Ojo del Faraón en Karnak. Horsiese C lleva el título de Segundo Profeta de Ammón.(El Cairo CG 42210).[2]